# Emmi Ruben
Emmi Ruben (* 7. Februar 1875 in Hamburg als Emmi Geister; † 4. Juni 1955 ebenda) war eine Kunstsammlerin und Mäzenin.

## Leben

### Die „Frau an seiner Seite“
Emmi Ruben kam aus kleinbürgerlichen Verhältnissen, ihr Vater war Herrenschneider in Hamburg. Erst durch die Ehe mit dem jüdischen Kaufmann Albert Ruben (1868–1926) fand sie Eingang ins hanseatische Bildungsbürgertum. Albert Ruben, Prokurist und Teilhaber der Kohleimport-Firma und Reederei Bernhard B. Blumenfeld, war ein begabter Klavierspieler und kulturell sehr engagiert. Zusammen mit seiner Ehefrau gestaltete er ihr Haus zu einer Art Salon eines Kreises von Kulturbegeisterten. Neben der Musik zeigte er großes Interesse für die damals moderne Malerei. Der Maler Ivo Hauptmann, der Mitarbeiter bei der Firma Blumenfeld war, stand ihm besonders nahe. Er pflegte Freundschaften mit dem Hamburger Kunsthallendirektor Alfred Lichtwark, dem Direktor des Museums für Kunst und Gewerbe Justus Brinckmann sowie mit Malern und Malerinnen der Hamburgischen Sezession.
Emmi Ruben war lange Zeit vor allem „die Frau an seiner Seite“. Sie führte den großen Haushalt und zog die beiden Kinder Elisabeth und Walter (1899–1982) auf. Doch knüpfte auch sie enge Freundschaften im Künstlermilieu, wie etwa mit der Malerin Alexandra Povòrina, mit der sie später auch eine Reise nach Paris unternahm.

### Die Mäzenin und Kunstsammlerin
Nach dem Tod ihres Mannes 1926 zog Emmi Ruben zunächst in eine kleinere Wohnung. Nun auf sich gestellt, begann sie ihre eigene Persönlichkeit zu entfalten. Die neue Wohnung machte sie in der Tradition ihres verstorbenen Mannes wiederum zu einem Treffpunkt künstlerisch kreativer Menschen und Persönlichkeiten des Hamburger Kunstlebens. Zu ihren Hauskonzerten kamen die Kunsthistoriker Gustav Pauli, Erwin Panofsky, Max Sauerlandt und Peter Hirschfeld, dessen Ehefrau auf alten Instrumenten Alte Musik zum Besten gab. 1932 hielt Albert Görland eine Vortragsreihe über Philosophie in ihrer Wohnung ab.
Aktiv engagierte sie sich für die Hamburger Künstler. Sie fing an, eine eigene Gemäldesammlung mit Werken der Hamburger Sezession aufzubauen. Gemeinsam mit der Kunsthistorikerin Rosa Schapire gründete sie für die Sezessionskünstler Richard Haizmann und Willem Grimm 1929 einen Förderkreis.
Es entstand eine enge Freundschaft mit dem Künstler Erich Hartmann und dessen Frau. Beide nahm sie 1931 für ein Jahr in ihre Wohnung auf, wo sie sie unentgeltlich wohnen ließ, bis die Stadt dem Künstlerpaar eine Atelierwohnung im Ohlendorff-Haus zuwies. Sie schätzte aber auch Fritz Flinte, Jean Paul Kayser und Fritz Kronenberg und bemühte sich um Paul Bollmann, Heinrich Stegemann, Eduard Bargheer und Karl Ballmer.
Emmi Ruben organisierte nun auch selber Ausstellungen und häusliche Künstlertreffs zum Zeichnen nach einem Modell. Die Sezessionsmalerinnen Alma del Banco, Anita Rée und Gretchen Wohlwill waren häufig bei diesen Sitzungen zu Gast. Als Modell saß etwa der Philosoph Görland, der nicht zuletzt wegen seines markanten Schädels gerne gezeichnet wurde.

### Zeit des Nationalsozialismus
Nach der Machtübergabe an die Nationalsozialisten war auch in Hamburg das Ende der künstlerischen Freiheit gekommen. So wurde gleich im März des Jahres 1933 die Schließung der 12. Sezessions-Ausstellung erzwungen. Im April lösten die Behörden die von Ida Dehmel gegründete Künstlerinnengemeinschaft GEDOK auf, in der auch Emmi Ruben Mitglied war. Zuvor wurde Ida Dehmel zum Rücktritt als Vorsitzende gezwungen und das Büro am Jungfernstieg brutal durch die SA zerstört.
In dieser politisch angespannten Zeit kümmerte sich Emmi Ruben weiterhin solidarisch um die von ihr geschätzten Künstler und baute ihre Sammlung mit Werken der „Sezession“ aus. Karl Kluth malte ein Bildnis der Mäzenin. Von Anita Rée bestellte sie eine zweite Fassung ihres Gemäldes „Ruhe auf der Flucht“. Als sie von dem Selbstmord der Künstlerin auf Sylt erfuhr, machte sie sich Vorwürfe, nicht stärker geholfen zu haben.
Neben Mitteln für den Erwerb von Malmaterial und Studienreisen besorgte Emmi Ruben etwa Weihnachtsgeschenke für die Kinder der Künstler und lud auch schon mal ins Kino ein. So schrieb ihr Willem Grimm: „Es ist ja nicht allein das Geld gewesen in dieser Zeit, sondern auch das Gefühl, dass Sie dahinter stehn (sic) und gerade letztes ist in den vielen leeren Stunden im Atelier ein tröstliches Bewusstsein gewesen.“
Maike Bruhns schreibt rückblickend über Emmi Ruben: 

„Was aus der historischen Distanz als unerschrockener Einsatz erscheinen mag, war in Wahrheit ein Ergebnis ständiger Selbstüberwindung. Emmi Ruben war von Natur weder mutig noch stark, sondern ängstlich. Sie dachte liberal und demokratisch wie ihr verstorbener Mann; vor den Nationalsozialisten hegte sie Angst und Abscheu, schon deshalb, weil ihre Kinder durch die jüdische Abstammung des Vaters und die eigene kommunistische Einstellung gefährdet waren.“

Die Nazis erpressten die Kinder Emmi Rubens, auf das ihnen zustehende Erbe zu verzichten, damit die Mutter unbehelligt blieb. Das Erbe wurde danach „arisiert“. Die Tochter Elisabeth emigrierte mit ihrem jüdischen Ehemann aus Berlin nach Kopenhagen; er war zuvor ein halbes Jahr lang im KZ Brandenburg interniert gewesen. Der Sohn Walter, ein Indologe, war ebenfalls mit einer Jüdin verheiratet und floh in die Türkei.
1943, als Hamburg durch die alliierte Bombardierung zerstört wurde (siehe Operation Gomorrha), zog sich Emmi Ruben, begleitet von Hannah Kluth, nach Mumbach an der Bergstraße zurück, wo die Familie einen Bauernhof besaß.

### Nachkriegszeit

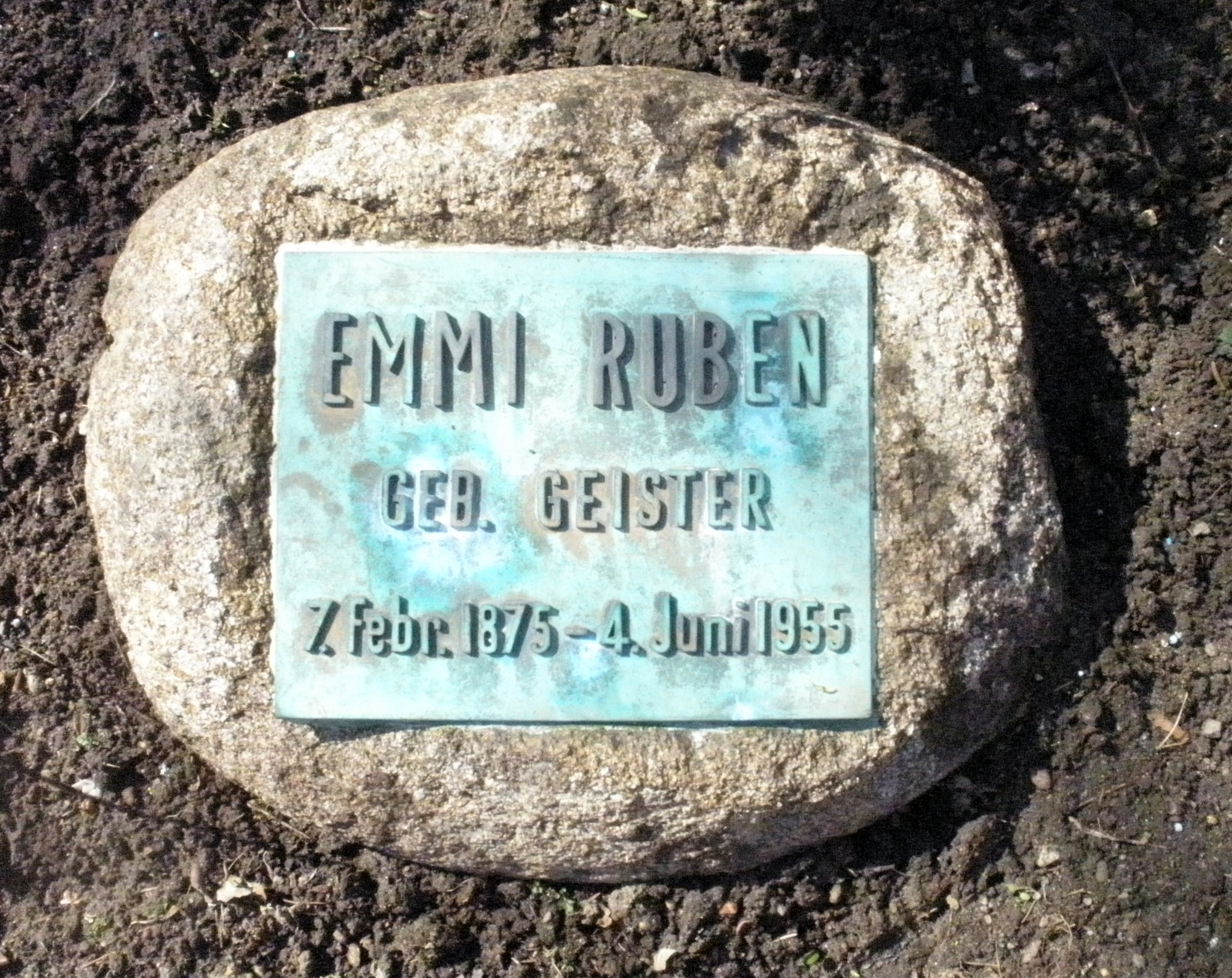
Grabstein Emmi Rubens im Garten der Frauen auf dem Friedhof Ohlsdorf

1946 kehrte Ruben nach Hamburg zurück und zog mit in die Wohnung des Bildhauers Oscar E. Ulmer und seiner Frau. Hier verbrachte sie in beengten Wohnverhältnissen die letzten zehn Jahre ihres Lebens. Ihre Sammelleidenschaft konzentrierte sich nun auf handliche Daguerreotypien und Häkelspitzen. Mit den Künstlern der Sezession, insbesondere mit Grimm, Flinte, Hartmann und der Familie Hans Martin Ruwoldts blieb sie weiterhin in Verbindung. 1948 schenkte sie ihre Kunstsammlung bis auf wenige Stücke, etwa von Ernst Barlach und Rée, der Hamburger Kunsthalle. 1955 wurde sie von Senator Biermann-Ratjen für ihren Einsatz zugunsten der unter den Nationalsozialisten verfolgten Künstler geehrt.
Ein Gallenleiden zwang sie zunehmend zur Inaktivität. Emmi Ruben starb am 4. Juni 1955 in Hamburg. Ihr Grabstein ist zur bleibenden Erinnerung im Garten der Frauen des Friedhofs Ohlsdorf aufgestellt. 2016 wurde der Emmi-Ruben-Weg in Hamburg-Hausbruch nach ihr benannt.

## Ausstellungen
- „Kunst in der Verfemung. Die Schenkung Emmi Ruben 1948“, Hamburger Kunsthalle 1998.